# 村上益子
村上 益子（むらかみ ますこ、1933年 - ）は、日本の哲学者、評論家。
北海道大学文学部哲学科卒。村上嘉隆とともに、ボーヴォワールなどを研究。

## 著書
- 『婦人論の学習』啓隆閣　1969　マルクス・レーニン主義学習双書
- 『ヒューマニズムと女性』啓隆閣　1975
- 『女の可能性 甦えるエロスの哲学』亜紀書房　1978
- 『ボーヴォワール』清水書院　Century books 人と思想 1984
- 『哲学は女を変える ボーヴォワールと考えるー"幸福への才能"を発揮するための38のポイント』はまの出版　1993
- 『なぜ自分の恋に自信が持てないのか』ベストセラーズ　1995

## 共著編
- 『ボーヴォワールの哲学』村上嘉隆共著　啓隆閣　1967
- 『婦人論のイデオロギー』編　啓隆閣　1969
- 『ロマン・ロラン』村上嘉隆共著　清水書院　センチュリーブックス 人と思想 1970
- 『婦人論のイデオロギー』編　啓隆閣　1972
- 『個別者の笑い』村上嘉隆共著　現代文化社　1975

## 参考
- 『哲学は女を変える』著者紹介